# Бертрандит
Бертранди́т — минерал, химический состав Be4[Si2O7](OH)2. Содержание (в %): BeO — 42,02, SiO2 — 50,42, H2O — 7,56.
Характерными примесями являются бор и германий. Бертрандит образует мелкие кристаллики в виде клиновидных или уплощённо-призматических табличек и агрегаты из них. Блеск стеклянный, твёрдость по минералогической шкале 6,5—7,0; плотность 2,58—2,60 г/м³. Бертрандит широко распространён в редкометальных месторождениях, генетически связанных с гранитоидами и с гипабиссальными интрузивами субщелочных гранитов. Служит рудой для извлечения бериллия.
Был впервые найден в 1883 году возле Нанта во Франции и назван в честь французского минералога Эмиля Бертрана (1844—1909).